# Вилково
Ви́лково (укр. Вилкове, рум. Vâlcov) — город в Измаильском районе Одесской области Украины. Административный центр Вилковской городской общины. До 2020 года был в составе упразднённого Килийского района.

## История

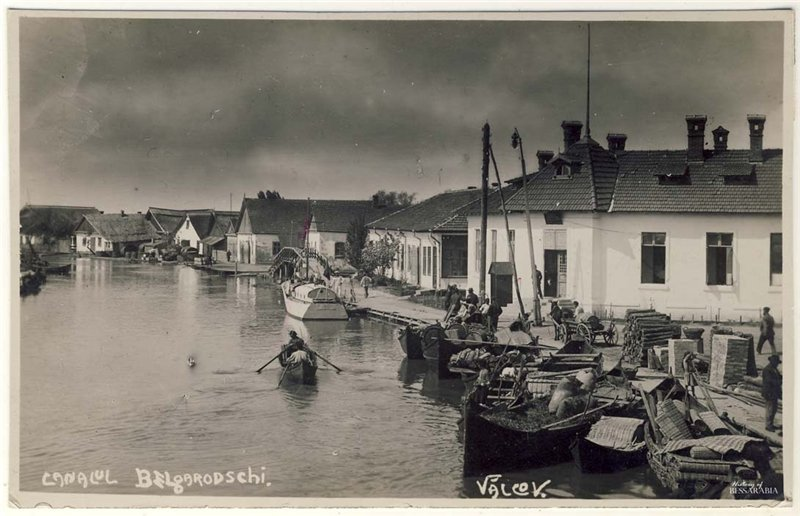
Вилково в начале XX века

Город основан в 1746 году как селение Липованское. Статус города — с 1762 года. Этот город также известен под названием «Дунайская Венеция» благодаря многочисленным каналам, прорытым вдоль улиц. Вблизи города расположен Дунайский биосферный заповедник, который создан в 1998 году на базе природного заповедника «Дунайские плавни». Одно время (до 1960-х гг.) лодка являлась более привычным способом передвижения, чем автомобиль. Однако, в последнее время[какое?] много ериков (каналов) обмелело, некоторые засыпаны полностью. Система ериков устроена следующим образом: ерики соединяют продольно-поперечной сеткой два рукава Дуная. Перекрытие одного ерика ведёт к замелению всех соединяющихся ериков. В некоторой[какой?] части города живут староверы-липоване.

## География

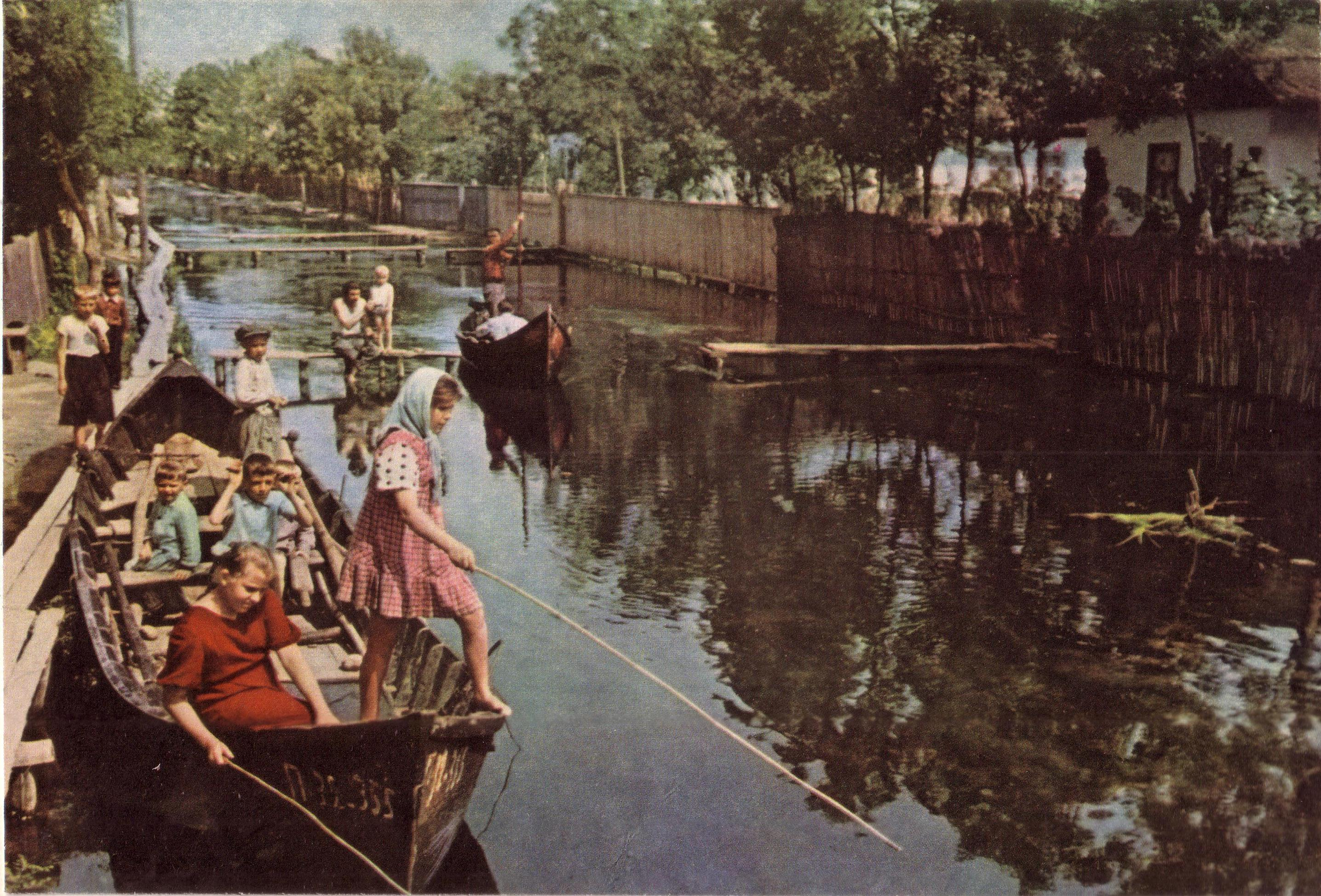
Вилково, фотография 1962 г.

Город расположен в украинской части дельты Дуная. Это последний населённый пункт на побережье Дуная перед его впадением в Чёрное море. На момент основания селение располагалось в непосредственной близости от Чёрного моря. Из-за постоянного выдвижения дельты Дуная расстояние от города до моря по Очаковскому гирлу составляет более 6 километров, по данным на 2005 год. В Вилково расположена администрация Украинского Дунайского биосферного заповедника, чья территория охватывает острова дельты вверх и вниз по течению Дуная, плавни на север по Дунаю, озёра дельты и двухкилометровую полосу морской акватории вдоль побережья. На территории Вилково расположены две школы, ближайший пляж находится на побережье Чёрного моря в районе села Приморское (на Дунае в Вилкове пляжей нет). Расстояние до Одессы по автодорогам Т-16-28, M-15 — 227 км.

## Климат
По классификации Кёппена — влажный континентальный (Dfa), близок к субтропическому (Cfa). Преобладающая температура января — +1,2 градуса Цельсия, июля — +24,0 градуса Цельсия.
| Показатель                    | Янв. | Фев. | Март | Апр. | Май  | Июнь | Июль | Авг. | Сен. | Окт. | Нояб. | Дек. | Год  |
| ----------------------------- | ---- | ---- | ---- | ---- | ---- | ---- | ---- | ---- | ---- | ---- | ----- | ---- | ---- |
| Средний суточный максимум, °C | 2,5  | 3,2  | 6,8  | 13,5 | 19,5 | 23,8 | 26   | 25,8 | 21,9 | 16,1 | 10,1  | 5,2  | 14,5 |
| Средняя температура, °C       | −0,2 | 0,6  | 4    | 10,3 | 16   | 20,2 | 22,2 | 22   | 18,2 | 12,6 | 7,2   | 2,6  | 11,3 |
| Средний суточный минимум, °C  | −2,9 | −1,9 | −1,3 | 7,1  | 12,6 | 16,7 | 18,5 | 18,2 | 14,5 | 9,2  | 4,3   | 0    | 8,1  |
| Норма осадков, мм             | 24   | 27   | 20   | 25   | 34   | 40   | 36   | 32   | 36   | 21   | 29    | 30   | 354  |
| Источник: Климат-дата         |      |      |      |      |      |      |      |      |      |      |       |      |      |

## Население и национальный состав

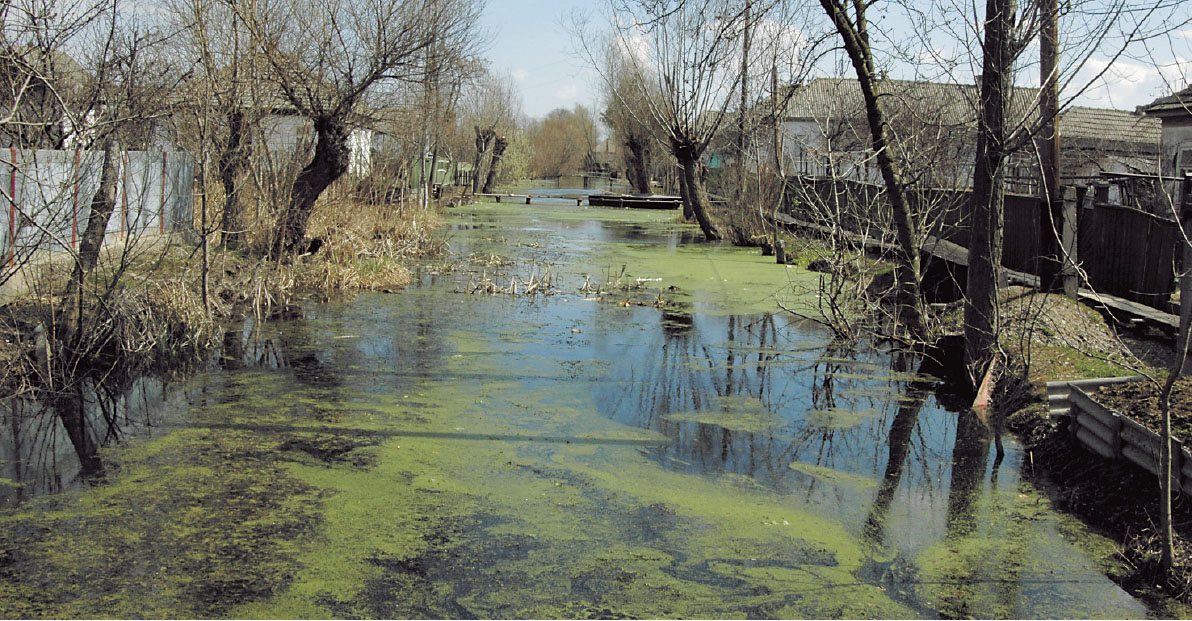
Одна из «улиц» города

По данным переписи населения Украины 2001 года, распределение населения по национальному составу было следующим (в % от общей численности населения):
По городу Вилково: общее количество жителей — 9426 чел., из них русские — 5540 чел. (58,77 %); украинцы — 2236 чел. (23,72 %); молдаване — 92 чел. (0,98 %); болгары — 37 чел. (0,39 %); гагаузы — 31 чел. (0,33 %); другие — 1490 чел (15,81 %).
По данным переписи населения Украины 2001 года, распределение населения по родному языку было следующим (в % от общей численности населения):
По городу Вилково: русский — 83,46 %; украинский — 15,34 %; белорусский — 0,10 %; болгарский — 0,28 %; армянский — 0,01 %; гагаузский — 0,10 %; молдавский — 0,54 %; польский — 0,1 %; греческий — 0,01 %.

## Религия
Наибольшая христианская конфессия города — православные старообрядцы — липоване (около 70 %, в основном русские), остальные — верующие Украинской православной церкви и протестанты. С середины XIX века в Вилково существовал мужской старообрядческий Петропавловский монастырь, закрытый советскими властями в 1948 году. В память о нём сооружена часовня. Действуют два старообрядческих (Никольский и Богородице-Рождественский) и три православных храма (Николаевский, Серафимовский и Свято-Троицкий). Также в городе расположены три протестантских церкви: одна принадлежит баптистскому движению; вторая — пятидесятническому движению, а третья является частью Украинской Протестантской Церкви «Новое Поколение».

## Экономика
С учётом того, что Вилково расположено посреди болот дельты Дуная, общепринятый в Одесской области тип зернового сельского хозяйства тут невозможен, поэтому основной сферой занятости населения является рыболовство на Дунае, озёрах дельты и в Чёрном море.
Кроме рыболовства, Вилково известно как место виноградарства и выращивания клубники садовой, земляники садовой (эти культуры массово выращиваются жителями на островах дельты). Также в последнее время популярным товаром на экспорт в Вилкове стал камыш. В Европе высоко ценятся крыши, покрытые камышом. Косят его в зимнее время, и на этих работах задействовано много людей.
В Вилково находится автостанция, с которой совершаются прямые рейсы в Килию, Одессу, Измаил, Киев, Херсон, Белгород-Днестровский. Также имеется причал и управление Усть-Дунайского порта. Обрабатывается только речной транспорт.

## Вилково в искусстве
Необычность расположения Вилково привлекала внимание литераторов: очерк Булата Окуджавы «Городок на ериках» (1962), его же стихотворение «Дунайская фантазия» (1985), глава в повести Валерия Попова «Другая жизнь», Газета Известия о Вилково, Казаков Ю. «Мне все помнится…». Книга «Вилково. Рыбная кухня липован. История, традиции, современность» !!! Ссылка битая, поправить, живо!!!!, 2013 г., В. Чебаненко, М. Жмуд, Ю. Колев (Мазура), Н. Сокольников.
В Вилково происходит действие книги Анатолия Мошковского «Трава и Солнце». Хотя непосредственно имя города там не упоминается, он вполне узнаваем.
Также в Вилково снималось несколько фильмов.
- Фильм «О тебе» (1981, реж. Родион Нахапетов)
- В 2004 году вышел 3-часовой художественный фильм «12 стульев» («Zwölf Stühle») немецкого режиссёра Ульрики Оттингер по одноимённому роману И. Ильфа и Е. Петрова, снятый в Вилкове и его окрестностях[8].
- В городе начинается действие фильма «Шурка выбирает море» (1963, реж. Яков Хромченко)

## Галерея

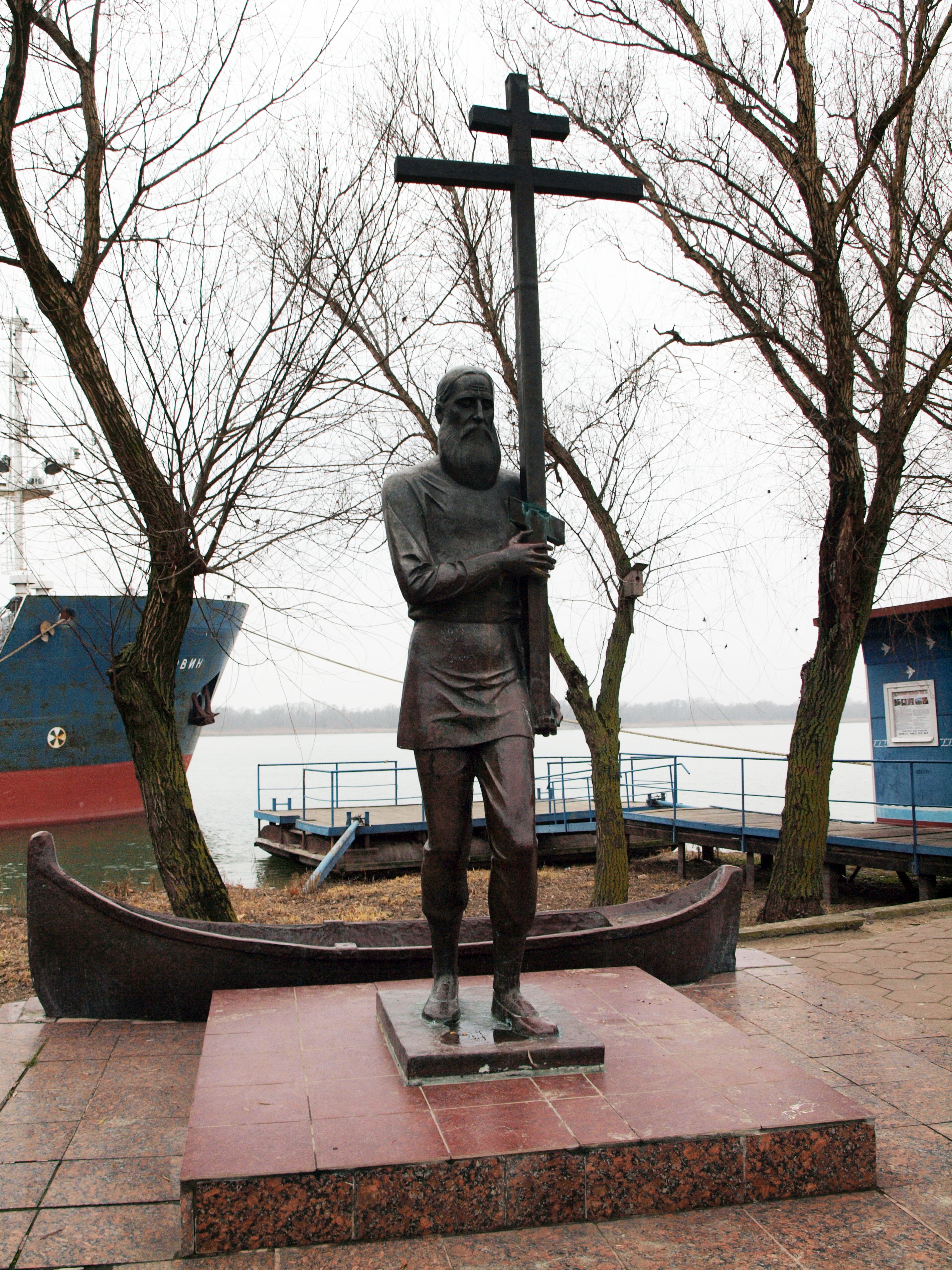
Памятник липованину-старообрядцу, основателю села Липованское, откуда и произошел современный город
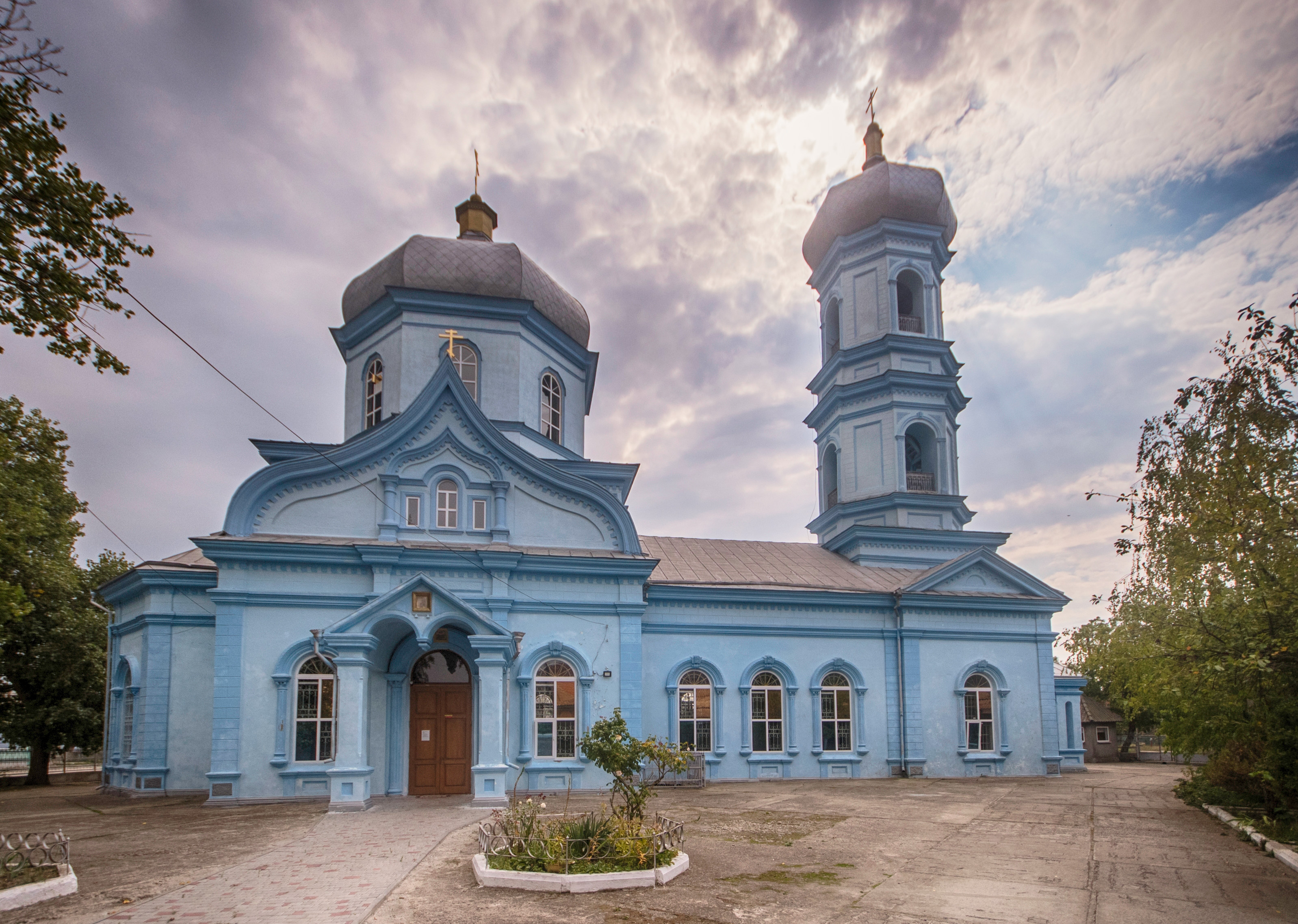
Старообрядческая Никольская церковь
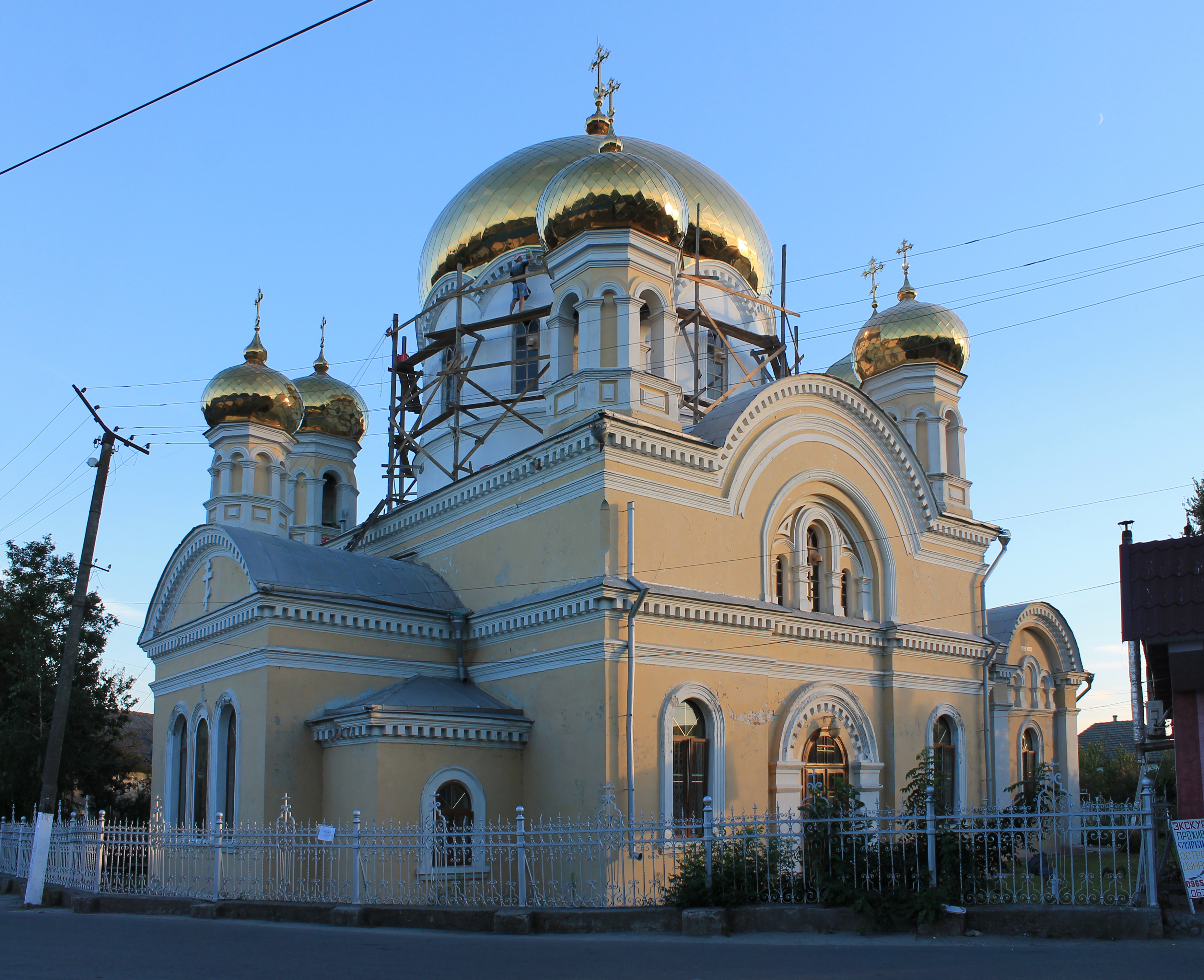
Свято-Николаевская православная церковь
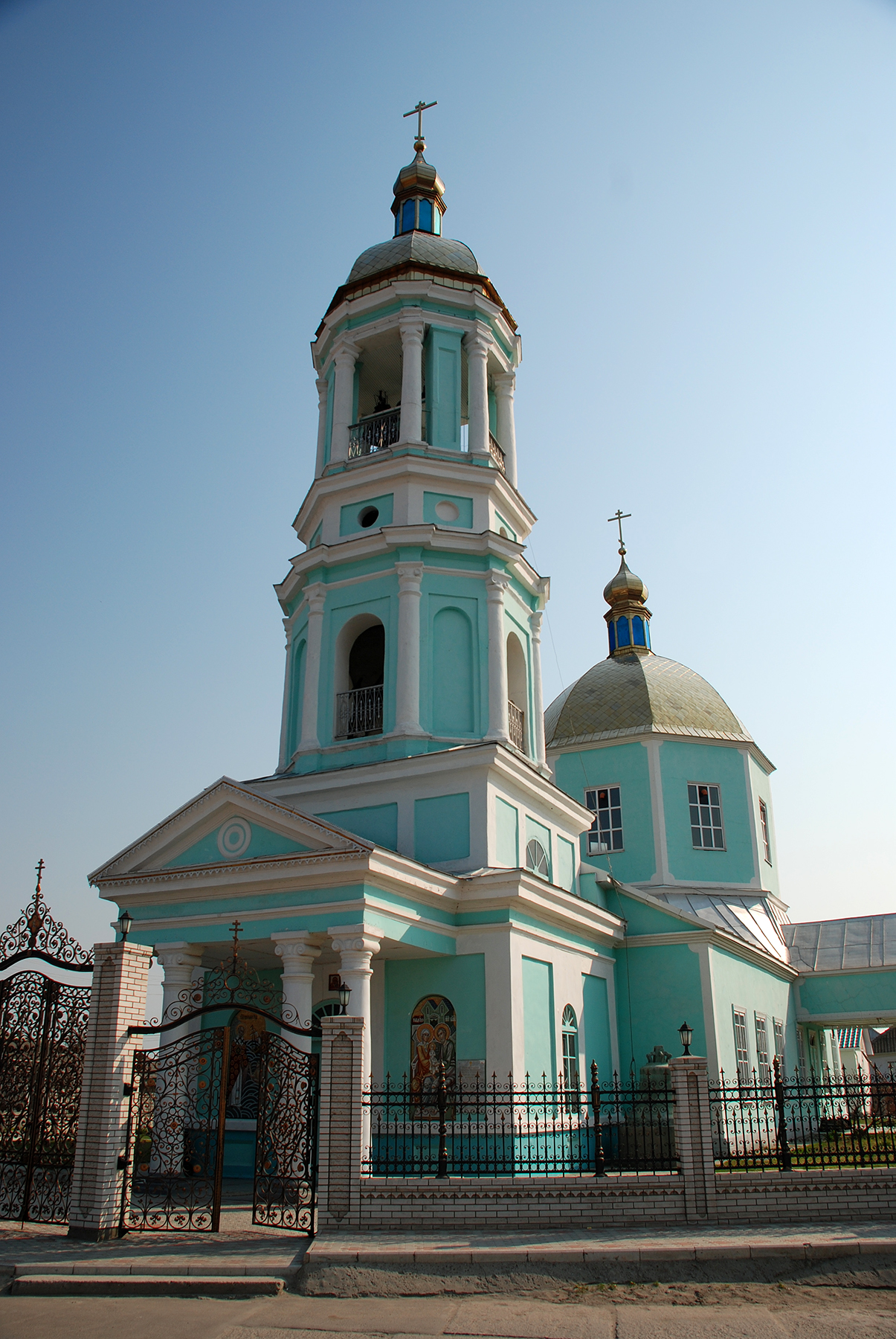
Старообрядческая церковь Рождества Богородицы
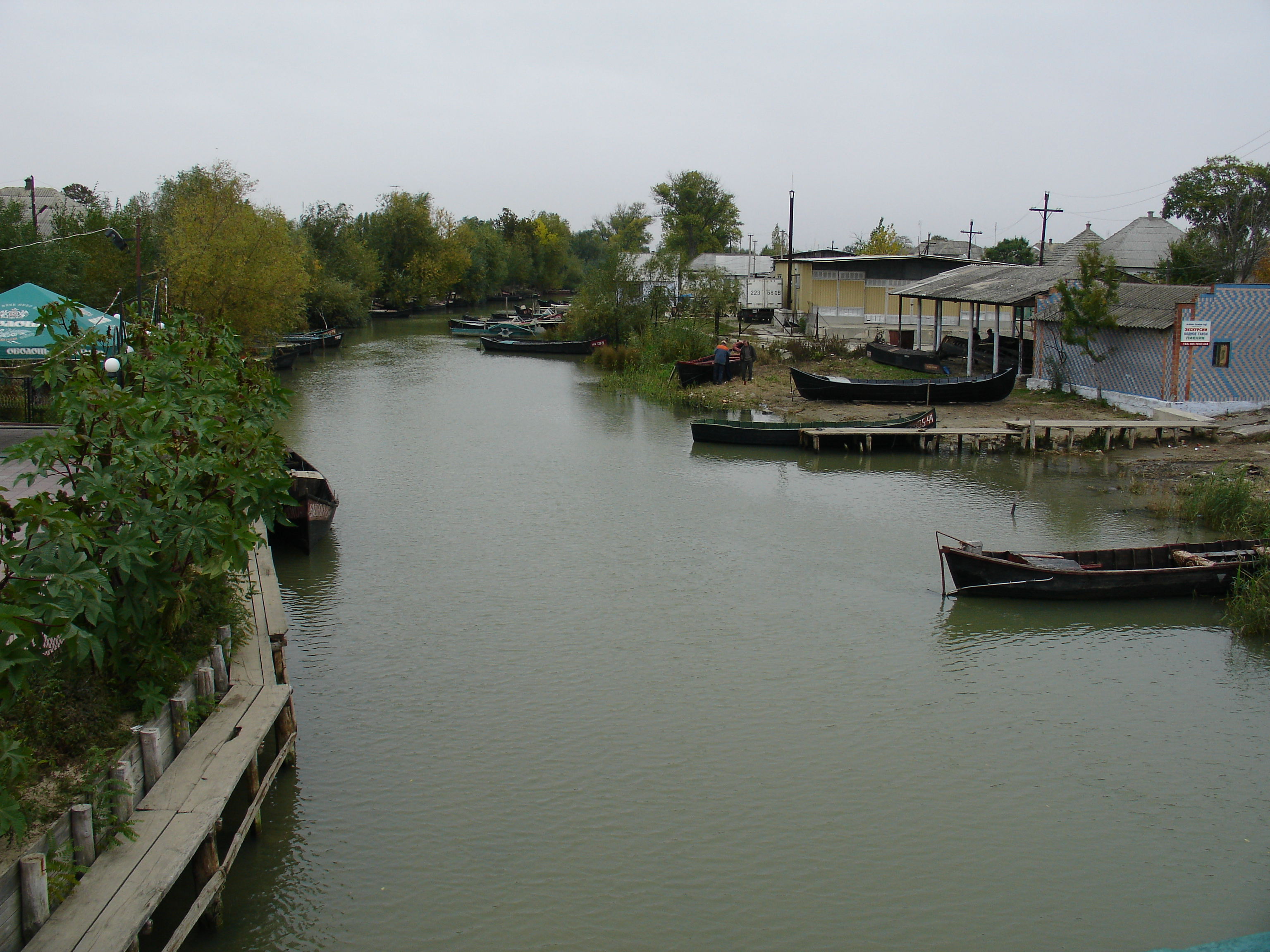
Одна из главных «улиц» города
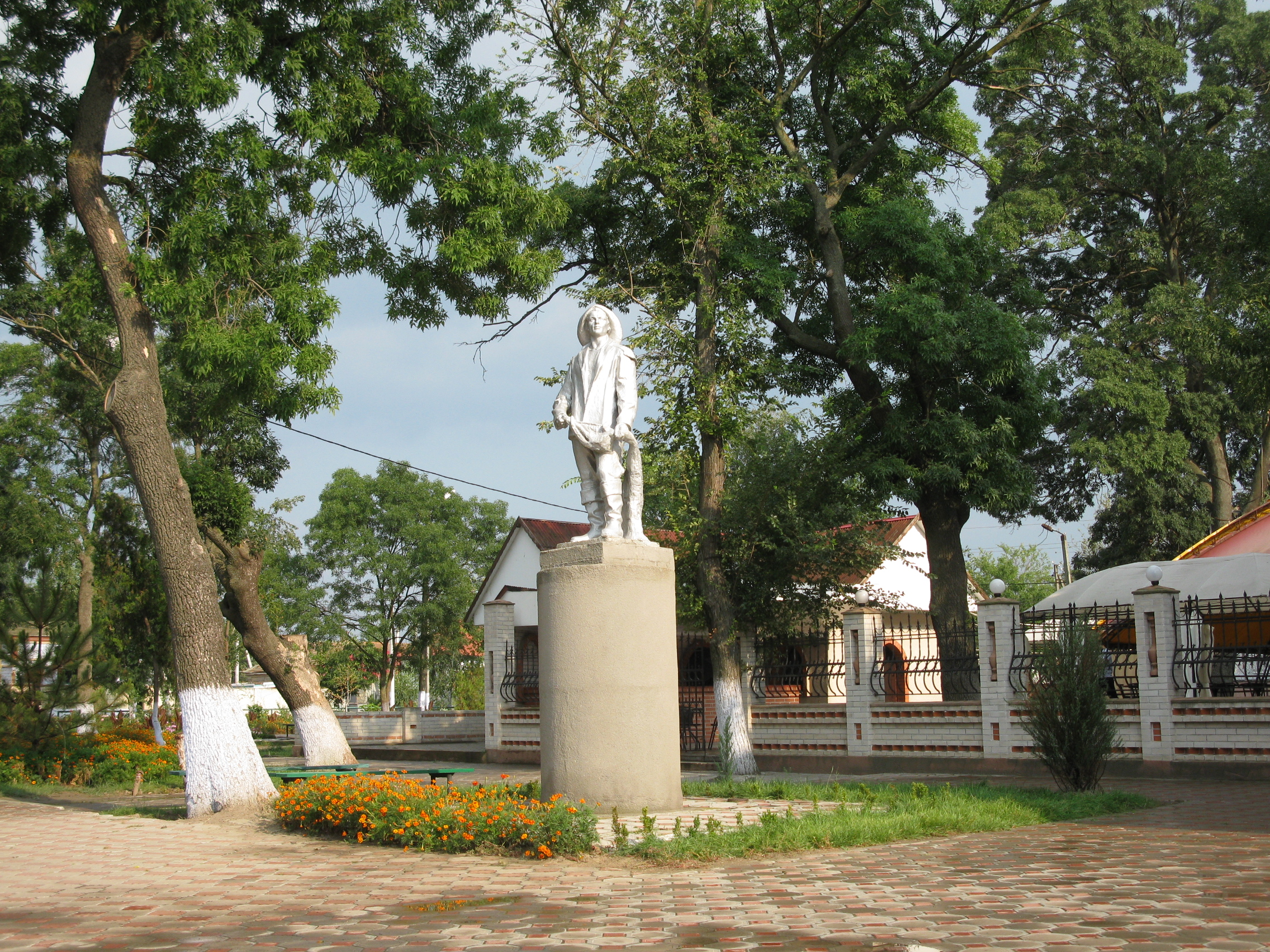
Памятник рыбаку